# Musée de l'Homme et de la Nature de Munich
Ne doit pas être confondu avec Museum Natur und Mensch (Fribourg-en-Brisgau).
Le musée de l'Homme et de la Nature (Museum Mensch und Natur, en allemand) est un musée d'Histoire naturelle situé à Munich, en Allemagne.
Le musée est situé dans l'aile nord du château de Nymphenburg. Il a été inauguré en 1990, et l'État libre de Bavière a décidé de l'agrandir avec un nouveau bâtiment controversé en 2014.

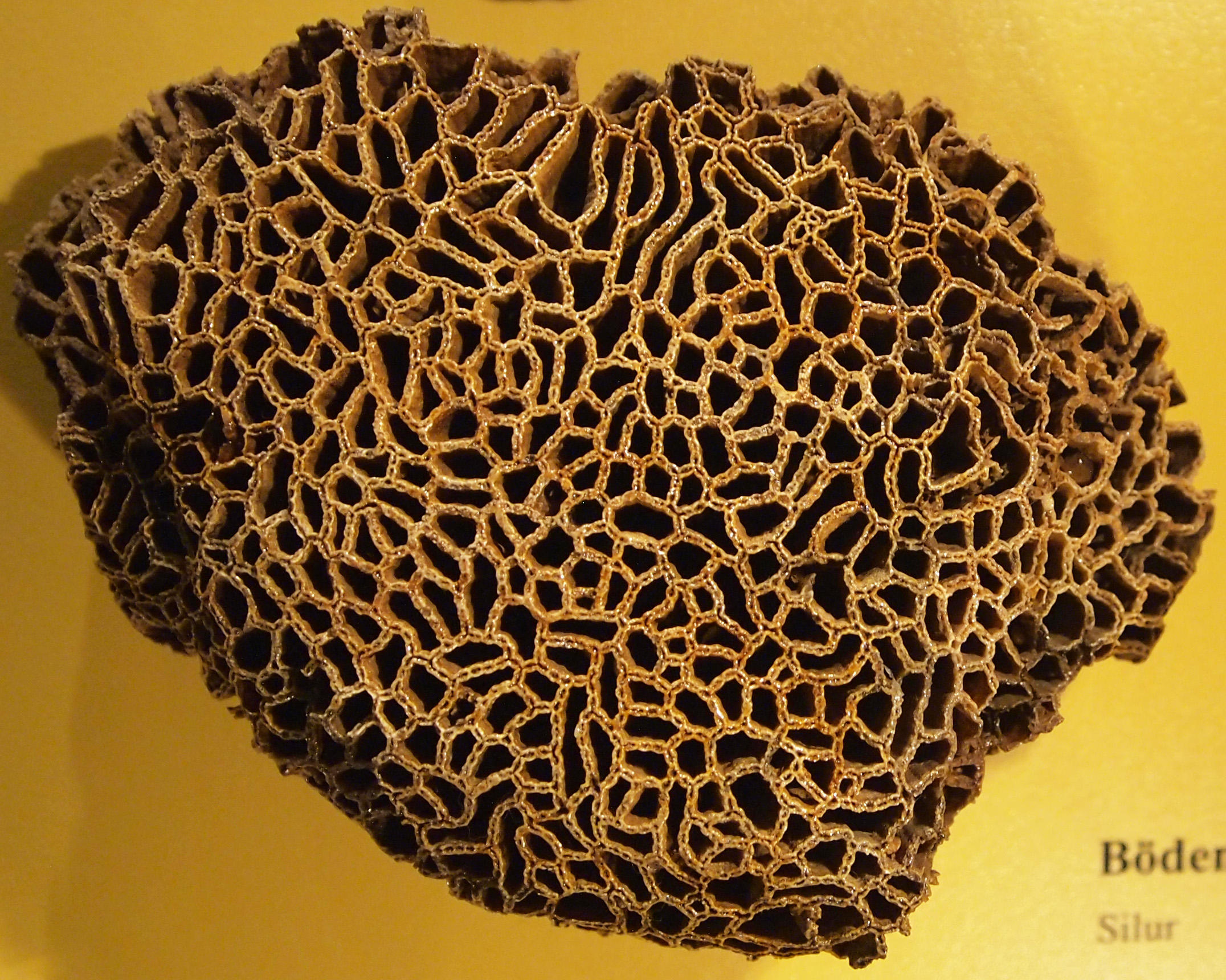
Corail fossile du genre Catenipora au musée de l'Homme et de la Nature, à Munich, en Allemagne